# Pierre Ducrey
Pierre Ducrey, né le 14 novembre 1938 à Lausanne, en Suisse, est un archéologue, professeur et ancien recteur de l'université de Lausanne de 1987 à 1995.

## Biographie
Il est l'auteur de divers livres et articles, principalement dans les domaines de l'archéologie, l'épigraphie grecque et les villes antiques grecques : Philippes et Erétrie.
Membre étranger de l'École française d'Athènes de 1967 à 1970, il est également directeur de l'École suisse d'archéologie en Grèce de 1982 à 2006 et directeur de la Fondation Hardt pour l'étude de l'Antiquité classique depuis 2010. 

## Distinctions
- Commandeur de l'Ordre du Phénix depuis 1991.
- Doctorat honoris causa de l'Université d'Athènes depuis 2000.
- Correspondant étranger de l’Académie des Inscriptions et Belles-Lettres de l’Institut de France, Paris, depuis 2001[2].
- Membre associé étranger de l’Académie des Inscriptions et Belles-Lettres de l’Institut de France, Paris, depuis 2008.
- Professeur honoraire de l'Université de Lausanne depuis 2004.
- Officier de l'Ordre national de la Légion d'honneur (2018).

## Publications
- Le traitement des prisonniers de guerre dans la Grèce antique, des origines à la conquête romaine, Ecole française d'Athènes, Travaux et mémoires..., t. XVII, Paris, De Boccard,1968, XIV + 359 p., 12 pl. (thèse de doctorat de l'Université de Lausanne). Nouvelle édition revue et augmentée, Paris, de Boccard, 1999, XXXVIII + 359 p., 16 pl.
- Guerre et Guerriers dans la Grèce Antique, Fribourg-Paris, Office du Livre- Payot, 1985, 320p., 200 ill. Nouvelles éditions revues et augmentées, Paris, Hachette, Coll. Pluriel, 1999 ; 2010, 318 p.
- Le Quartier de la Maison aux mosaïques, Lausanne, Payot (Eretria, Fouilles et recherches,VIII), 1993, 1 vol., 190 p., 322 ill. (en collab. avec I. R. Metzger, K. Reber et divers auteurs).
- Nouvelle histoire de la Suisse et des Suisses, l'empreinte des anciennes civilisations, Lausanne Payot, 1985, p19-96 [3]
- Guide de la Maison aux mosaïques à Erétrie (en coll. avec K. Reber, A. Charon et S. Huber), (publié en français, allemand, anglais et grec), 1991, 32 p.
- Erétrie, Guide de la cité antique (en collaboration avec divers auteurs), 2004, 314p., nombreuses illustrations.
- L’archéologie suisse dans le monde, Lausanne, Presses polytechniques et universitaires romandes, Coll. Le savoir suisse, 2007, 149 p.
- Polemica, Etudes sur la guerre et les armées dans la Grèce ancienne, édité par Sylvian Fachard en collaboration avec l'auteur, Paris, Les Belles Lettres, 2019, 553 p., 24 pl. hors-texte, 11 ill. dans le texte.